# 1706 w muzyce
Wydarzenia muzyczne w 1706 roku.

## Dzieła
- Jean-Adam Guilain – Pièces d’orgue pour le Magnificat sur les huit tons différents de l'église
- Jean-Philippe Rameau Premiere livre pour clavecin
- Johann Sebastian Bach toccata i fuga d-moll BWV 565

## Dzieła operowe
- Francesco Mancini – Alessandro il Grande in Sidone
- Antonio Lotti – Sidonio

## Urodzili się
- 24 kwietnia – Giovanni Battista Martini włoski kompozytor, pedagog, teoretyk muzyki, franciszkanin konwentualny (zm. 1784)
- 18 października – Baldassare Galuppi włoski (wenecki) kompozytor oper (zm. 1785)
- 7 listopada – Carlo Cecere, włoski kompozytor oper, koncertów oraz duetów instrumentalnych (zm. 1761)

## Zmarli
- 3 marca – Johann Pachelbel, niemiecki organista i kompozytor (ur. 1653)
- 26 października – Andreas Werckmeister, niemiecki organista i kompozytor (ur. 1645)
- 2 grudnia – Johann Georg Ahle, niemiecki kompozytor, organista i teoretyk muzyki (ur. 1651)